# A Day's Adventure
A Day's Adventure é um filme norte-americano de 1915, do gênero drama, produzido pela Biograph Company e distribuído por General Film Company.

## Elenco
- Harry Carey
- Barney Furey - (como J. Barney Furey)
- Claire McDowell
- Charles West - (como Charles H. West)